# Conoplectus canaliculatus
Conoplectus canaliculatus är en skalbaggsart som först beskrevs av Leconte 1849.  Conoplectus canaliculatus ingår i släktet Conoplectus och familjen kortvingar. Inga underarter finns listade i Catalogue of Life.